# Tekbir
Tekbir (arapski: تَكْبِير) je arapski naziv za frazu Alahu ekber (arapski: الله أكبر; hrvatski: Bog/Alah je najveći). Ovu frazu koriste muslimani u raznim prilikama, molitvama, neformalnom iskazivanju vjere, u očaju, u proslavama, pobjedama, njome također iskazuju i odlučnost i nepokolebljivost.
U islamu se često koristi tekbir, a najčešće prilikom klanjanja namaza, odnosno molitve muslimana. Prilikom samog pozivanja na namaz tzv. ezana (koji se obično uči s munara džamija), te pri samom pristupanju namazu odnosno nijjetu. Također se prilikom samog namaza često puta izgovara tekbir.